# Caripito
Caripito es una localidad del Estado Monagas en Venezuela, tierra del Nazareno y el chocolate. Es capital del Municipio Bolívar. Fue fundada alrededor de 1878. Se encuentra a orillas del río San Juan. El puerto de Caripito fue punto de arribo y partida de tanqueros petroleros. Según el censo 2011, cuenta con 55 000 habitantes.

## Historia
Nueva Palencia es la primera referencia que se tiene de Caripito como pueblo de misión, sin embargo, la existencia de este primer asentamiento fue corta, porque desapareció producto de un incendio, el 17 de marzo de 1783.
Caripito se conoció como La Palencia, San Juan, Caripe Horno, y finalmente Caripito, como un diminutivo de la cercana Caripe, aunque también se considera que el nombre de este pueblo está asociado al vocablo caribe "Karipitur".
Este pueblo alcanzó reconocimiento político – territorial al crearse en 1896 el municipio Colón.
En 1910, se establece la primera escuela de Caripito. En 1918 fue anexada al municipio Azagua. En 1924 la Standard Oil Company inicia las actividades de exploración petrolera en el área y Caripito experimenta un leve repoblamiento. Con el reventón del pozo Moneb N° 1, descubridor del campo Quiriquire en 1928, se inicia la explotación petrolera y Caripito alcanza un impulso importante en su desarrollo urbano por la llegada de mano de obra migrante en particular de las islas del Caribe.
En 1929 la Standard Oil Company empieza a construir el patio de almacenamiento y el muelle de aguas profundas sobre el río San Juan y el 15 de octubre de 1930 el tanquero Creole Bueno salió del puerto de Caripito con 20 mil barriles de petróleo con destino a Trinidad.
El establecimiento de una Capitanía de Puerto independiente de la de Güiria, junto con la construcción de urbanizaciones, modernos servicios de salud, hoteles, planta de potencia, carreteras, ferrocarril, guarnición militar, comisariato, escuelas, aeropuerto, clubes y campos deportivos, impulsó de manera decisiva el desarrollo urbano de Caripito durante el siglo xx. Estas obras de infraestructura transformaron a la localidad en una incipiente urbe moderna, atrayendo a diversos grupos familiares, tanto autóctonos como provenientes de los estados Sucre y Nueva Esparta, así como inmigrantes de los Estados Unidos y del Caribe, vinculados principalmente a la actividad petrolera. 
Un hito fundamental en este proceso fue la inauguración, en 1931, de la refinería de petróleo de Caripito por parte de la Standard Oil Company, con una capacidad inicial de 26.000 barriles diarios. Esta instalación se convirtió en la segunda refinería de su tipo en Venezuela, después de la de San Lorenzo, en el estado Zulia, construida en 1917. La presencia de esta industria consolidó a Caripito como un centro estratégico del oriente venezolano, tanto en términos económicos como logísticos.
En 1935 se inaugura el terminal acuático de Caripito ubicado en el Río San Juan en donde llegaban  hidroaviones S-42 de la empresa Pan American Airways  que lo incluyó en la ruta centroamericana y del Caribe.
En 1936 el aeropuerto internacional de Caripito es seleccionado por la famosa aviadora Amelia Earhart y su navegante Fred Noonan como la segunda escala de su viaje alrededor del mundo pernoctando en las instalaciones de la Standard Oil Company. El acontecimiento fue ampliamente publicitado en la prensa mundial y la empresa les presto el apoyo logístico para continuar el vuelo por Sur América.

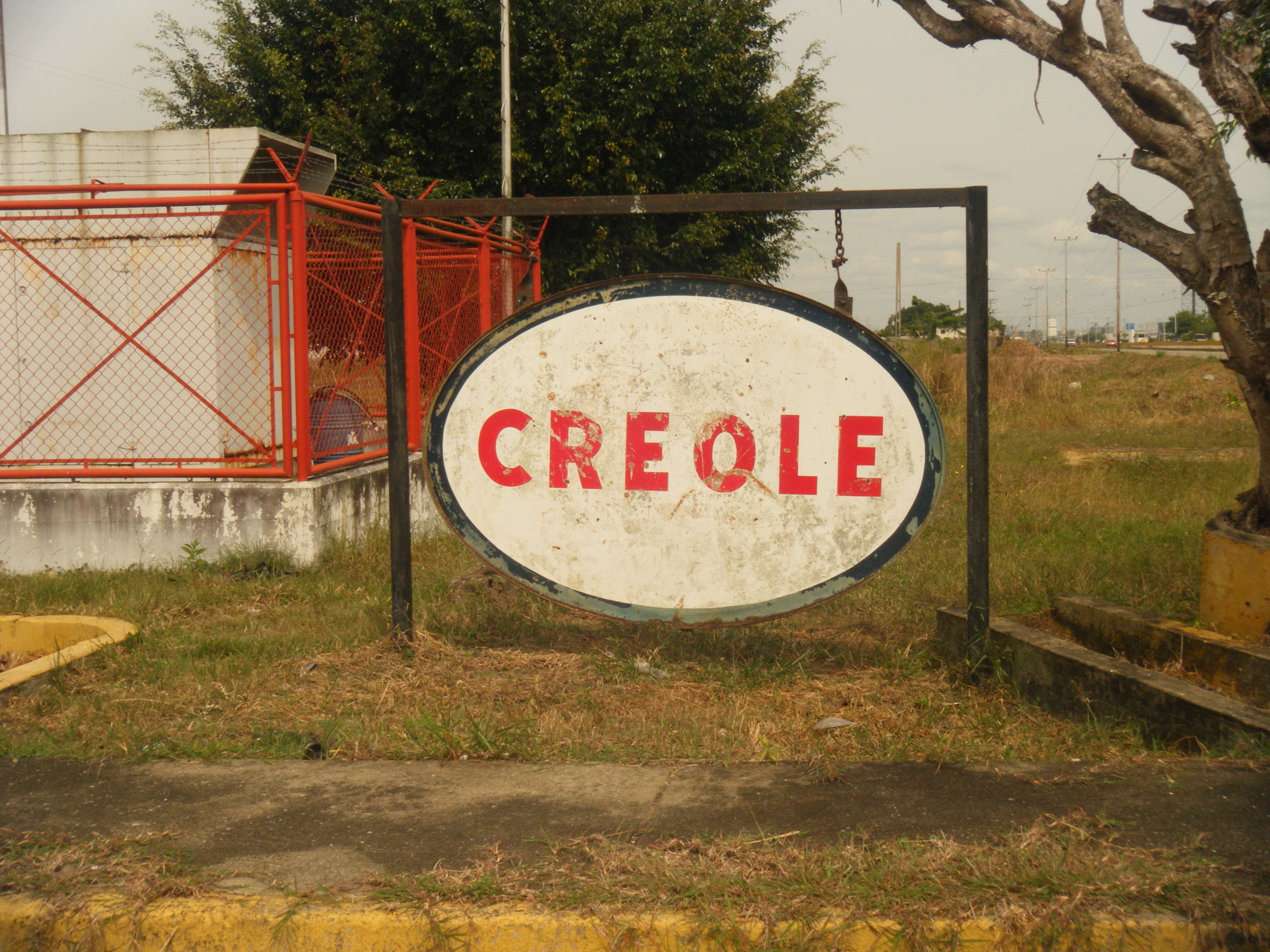
Letrero de Creole Petroleum Corporation.

En 1938 la Creole Petroleum Corporation incrementa la capacidad de la refinería Caripito a 70 mil barriles diarios convirtiéndose en la más importante de Venezuela hasta que se completa la ampliación de las refinerías de Amuay y Cardón a mediados de los 50.  Según decreto del 19 de enero de 1940, firmado por el gobernador José María Isava el 30 de enero del mismo año Caripito se convierte en capital del Distrito Bolívar. Entre 1941 y 1961 la población de Caripito se duplicó a raíz de la intensa actividad económica, pero para mediados de los años setenta un tercio de la población había emigrado debido al descenso de la producción petrolera.
En 1976 los activos de la Creole son nacionalizados y pasan a ser manejados por Lagoven, más tarde por Corpoven y ahora por PDVSA en asociación con Repsol. Al clausurar la refinería en 1976 y el terminal petrolero en 2002 se intenta potenciar la actividad agrícola para aprovechar las zonas fértiles mediante el cultivo del cacao, la pimienta, el ocumo chino, el ocumo blanco y la yuca.
Para el 29 de agosto de 2016, es inaugurada la Clínica Industrial Ali Pinto.
En las elecciones por la alcaldía que fueron celebradas en noviembre de 2021, resultó electo Ambrosio García del partido MUD con 49.26%. En 2022, se construye el Terminal de Caripito. Para marzo del mismo año, la Fundación Nuestra Tierra organizó un simulacro para realizar la línea de chocolate más grande del mundo. El 17 de abril de 2022, se realizó en la localidad la línea de barras de chocolate más larga del mundo, luego dos días después fue reconocida por los Récord Guinness.

## Economía

### Turismo

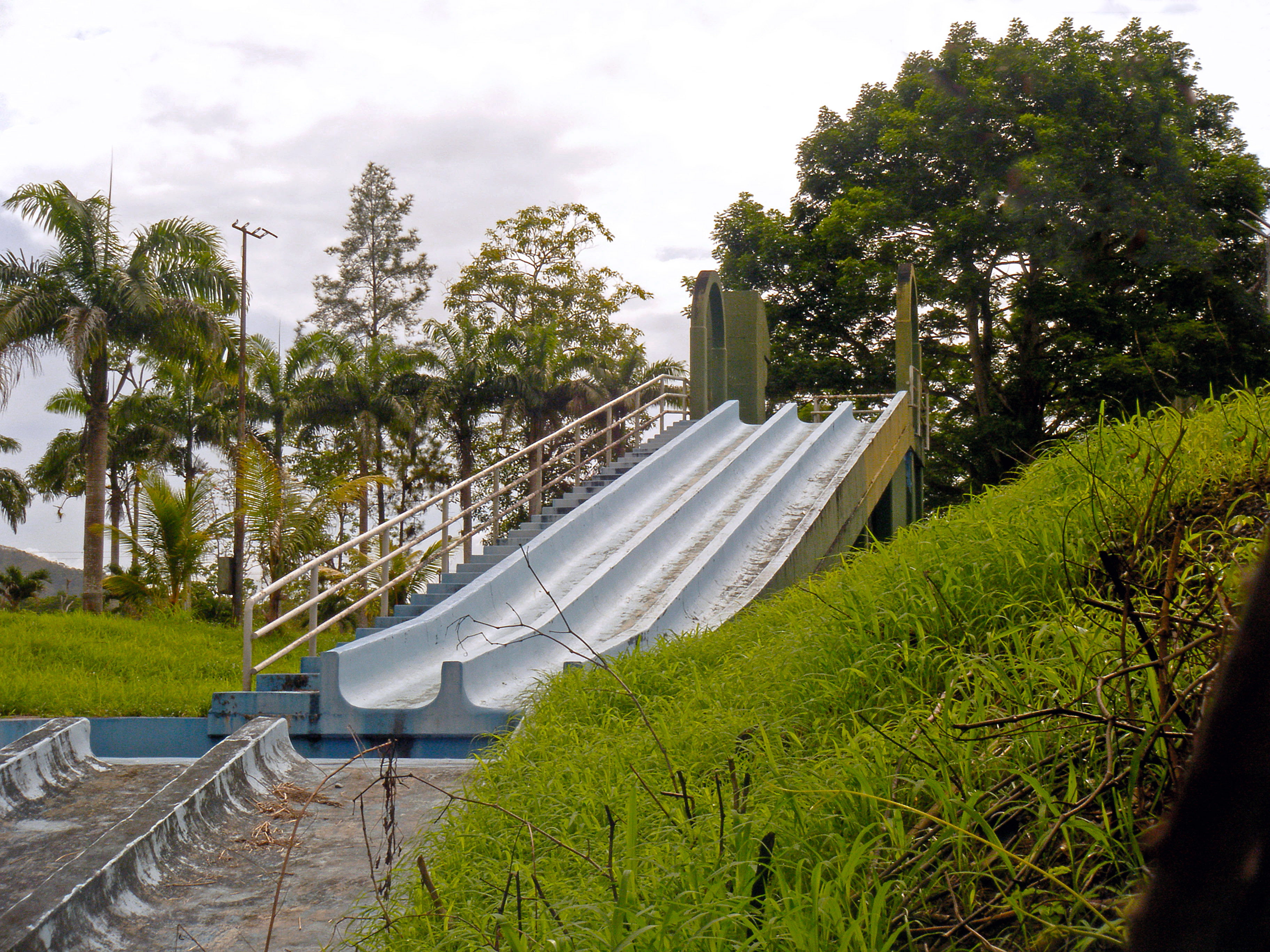
Balneario La Bomba

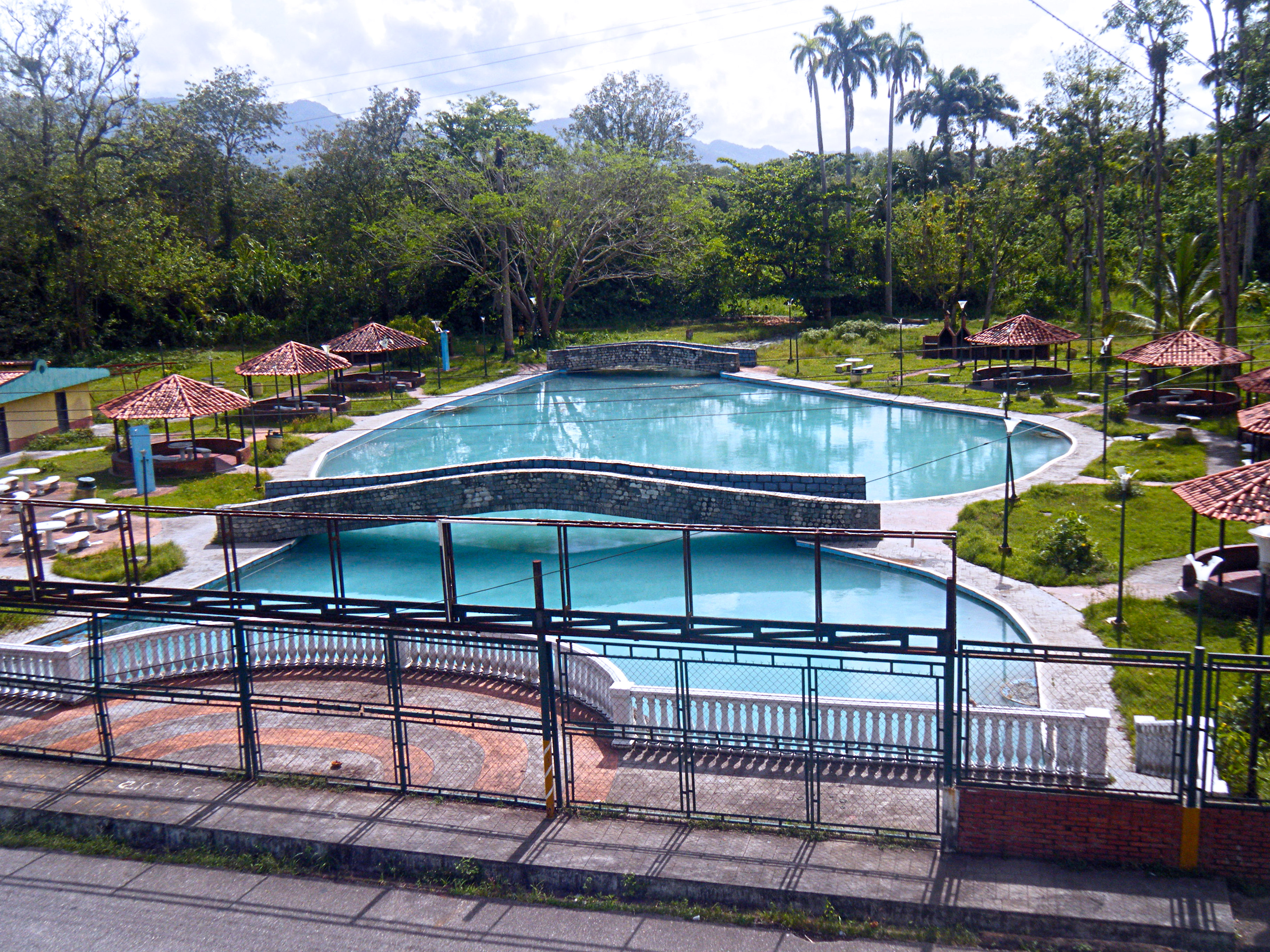
Poza de Azufre.

Caripito ofrece un canal para llegar a las Playas del Estado Monagas, por medio del Río San Juan. Esta localidad cuenta con diferentes balnearios y ríos como atractivos turísticos en temporadas altas, entre los que se puede mencionar:
Balneario La Bomba, ubicado en el sector La Tubería. Sus instalaciones cuentan con restaurante, música en vivo, áreas verdes, parque infantil, y cabañas. La particularidad de este centro recreativo es una gran piscina que es llenada por las aguas del Río Caripe, que se encuentra a su costado.  
Lokoland o balneario Lokoland, está ubicado en el sector La Tubería. Es un interesante sitio turístico apto para la recreación familiar, donde se puede disfrutar plenamente de sus cálidas piscinas y toboganes. Adicional a esto, este lugar es propicio para degustar platos típicos de la localidad, helados de chocolate realizados con cacao cultivado en tierras caripiteñas.  
Poza de Azufre, ubicado en el Sector Los Morros. Este concurrido espacio apto para el turismo de la “Salud” por las propiedades curativas que contiene la poza, formada por el brote de aguas subterráneas con un alto contenido de cobre y azufre. Posee una temperatura de aproximadamente 69 grados centígrados.
Cascada del Nazareno, se localiza en medio del bosque tropical, es una caída de agua de más de 50 metros de altura sobre una inmensa roca, es un paisaje poco conocido por su acceso, este paraíso natural está ubicado en el sector Las Parcelas. También se le conoce como la poza el nazareno, este oasis es completamente virgen no existen ningún tipo de estructura turística, ni de servicios, esta recomendado para personas que practican deportes extremos, ya que es toda una aventura turística.

## Infraestructura

### Transporte

#### Transporte terrestre
Caripito cuenta con el Terminal Multimodal de Oriente "José Enrique Gaspar". Su área de construcción es de 2 mil 339,55 m² sobre 15 mil 675 m² de terreno. La estructura es de 2 plantas y cuenta con taquillas de venta de boletos, 13 locales y sanitarios. Ofrece servicios a pueblos vecinos del estado Sucre, hacia Maturín, Tucupita, Ciudad Guayana, La Guaira, Maracay, Valencia, Barquisimeto[cita requerida] y Caracas.

### Medios de Comunicación

#### Radio
- Radio Dimensión 1.200 AM
- Caripiteña 98.5 FM
- Dimensión Plus 99.9 FM
- Misionera stereo 101.7 FM
- La Voz de la Esperanza 105.3 FM
- NTR Nuestra Tierra Radio 105.3 FM
- RadioCaripito.com se trasmiste desde los estudios de CYBERAFAEL

#### Televisión
- Gamavisión Canal 32
- TVCaripito Canal 49
- Caripito Televisión Canal 49

#### Periódicos
- El Caripiteño (Semanario)
- El Dimensional (semanario).
- Pro Noticias 24 (www.pronoticias24.com).

## Educación

### Educación superior
- Universidad Politécnica Territorial del Norte de Monagas "Ludovico Silva".[11]
- Universidad Nacional Abierta (Unidad de Apoyo Caripito)
- Universidad Bolivariana de Venezuela (Aldea Caripito)

## Deportes
En el sector La Tubería cuenta con una cancha deportiva.

## Espacios públicos e históricos

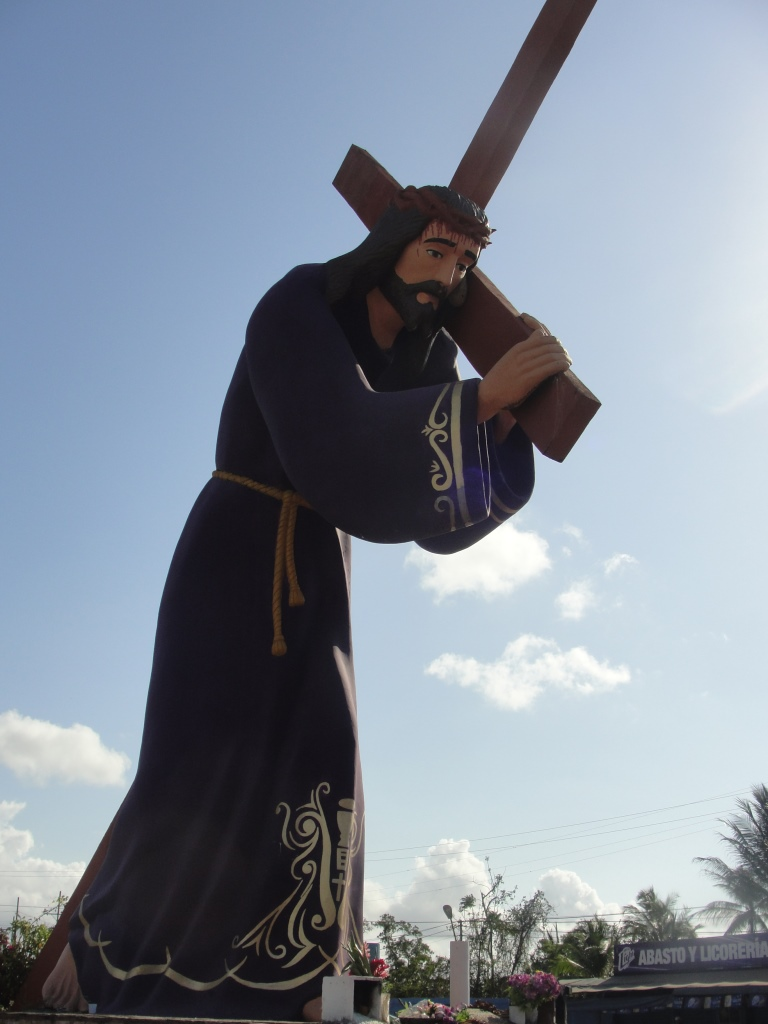
Monumento al Nazareno.

- Iglesia Sagrado Corazón de Jesús, es el principal templo católico de Caripito. Fue construida en 1936.[13]

- Parque recreativo La Ballena, construido en 1996.[14] Tiene áreas verdes y un parque infantil.[14] En el centro del parque hay una escultura tipo fuente de una orca, hecha de cemento y cabillas, por el escultor Jesús David Martínez.[14] Se encuentra en la entrada al Sector Campo Porvenir.[14]

- Bulevar El Rincón: es un bulevar localizado en el sector El Rincón, avenida Miranda.[15] Posee un busto del prócer Francisco de Miranda.[15]

- Bulevar Monseñor Rafael Pérez Madueño, es un bulevar situado entre el museo religioso y la iglesia Sagrado Corazón de Jesús, en el sector Caripito Arriba.[16] Posee jardinerías, iluminación y bancos. Se llama así en honor de Pedro Rafael Pérez Madueño, sacerdote durante muchos años de la Iglesia Sagrado Corazón de Jesús.[16]

- Casa de la Cultura Juvenal Ravelo, es una casa de la cultura inaugurada en 1974.[17] Tiene un auditorio, sala de exposiciones, camerinos, sala de conferencias, una biblioteca, salas de usos múltiples y una plaza recreativa interna.[17] Se encuentra en el sector El Bajo, avenida Boyacá.[17] Es llamada así en honor de Juvenal Ravelo, artista plástico nativo de Caripito.

- Monumento al Nazareno, construido en 2.005 con cemento, cabillas, mallas de acero galvanizado, por el escultor Jesús David Martínez .[18] Consiste en una imagen del Nazareno, de 20 metros de altura, que lleva su cruz a cuesta y vestido con una túnica morada con ribetes dorados.[18] Se sitúa sobre un pedestal de 1, 5 metros.[18]

- Monumento al Sagrado Corazón de Jesús, ubicado en el cerro El Mirador.[19] Fue hecho en 1997 con cemento y cabillas.[19] Tiene 4 metros de alto y representa al Sagrado Corazón de Jesús, patrono de Caripito.[19]

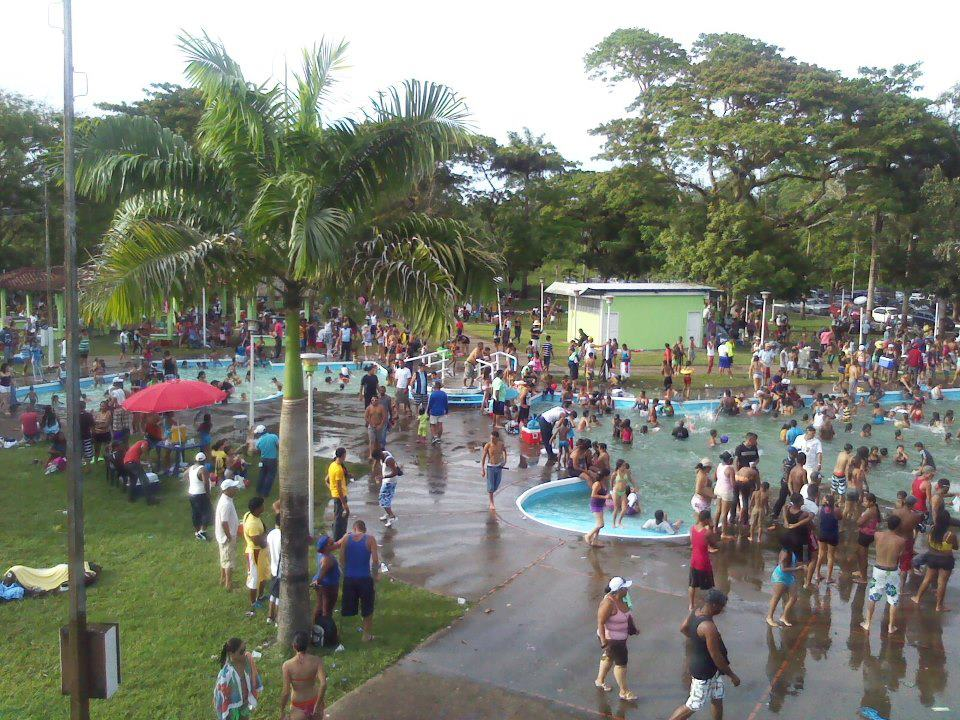
Balneario La Bomba de Caripito: sector La Tuberìa

- Balneario La Bomba de Caripito: sector La TuberìaMuseo religioso de Caripito (museo parroquial): alberga imágenes de tamaño natural y otros objetos de tipo religioso de la Semana Santa caripiteña.[1]
- La Plaza del Amor y la Paz con un monumento al Sagrado Corazón de Jesús.[1]
- Plaza de la Caripiteñidad (Gigantoletras) ubicada frente el antiguo Club Standard. Letras Gigantes con el Yo Amo a Caripito, donadas por Leudys González (Fundación Nuestra Tierra).[cita requerida]

## Cultura
Una de las manifestaciones culturales populares de Caripito es La Burriquita, donde se suele realizar el encuentro municipal de la Burriquita.

### Festividades
- Monumental Semana Santa Viva de Caripito.
- Se suele celebrar el carnaval en la avenida Nueva Jerusalén, para presenciar los desfiles y el Jouvert Alta Mar.[1]
- Feria Artesanal y Popular de Caripito, se suele realizar a finales de diciembre.[21]

### Gastronomía
Como en otras localidades de Venezuela, predomina la Arepa y las empanadas fritas. De igual forma, Caripito se destaca por su casabe y por el cultivo de cacao para elaborar chocolate.
En el caserío El Danto se elabora el casabe.

## Alcaldes desde 1990
| Período   | Alcalde                    | Partido/Alianza              | Notas                                         |
| --------- | -------------------------- | ---------------------------- | --------------------------------------------- |
| 1990-1993 | Sofía Carolina Rubio Colón | AD                           |                                               |
| 1993-1995 | Numa Rojas                 | Liga socialista + MAS        | Destituido.                                   |
| 1995-1996 | Luis Felipe López (E)      | AD + MAS                     | Encargado.                                    |
| 1996-2000 | Ramón Brito Carrera        | AD                           |                                               |
| 2000-2004 | Edwin Freites              | MVR                          |                                               |
| 2004-2008 | Carlos Betancourt          | MVR                          |                                               |
| 2008-2013 | Carlos Betancourt          | PSUV/GPP                     |                                               |
| 2013-2017 | Carlos Betancourt          | PSUV/GPP                     |                                               |
| 2017-2017 | Nelson López               | PSUV/GPP                     | Separado del cargo por investigación judicial |
| 2018-2021 | Carlos Rojas               | PSUV/GPP                     | Encargado.                                    |
| 2021-2025 | Ambrosio García            | MUD + Unión para el Progreso |                                               |